# Nacionalno prvenstvo ZDA 1887
Nacionalno prvenstvo ZDA 1887 v tenisu.

## Moški posamično
Richard D. Sears :  Henry Slocum  6-1 6-3 6-2

## Ženske posamično
Ellen Hansell :  Laura Knight  6-1, 6-0

## Moške dvojice
Richard D. Sears /  James Dwight :  Howard Taylor /  Henry Slocum 6–4, 3–6, 2–6, 6–3, 6–3 